# Christopher Domínguez Michael
Christopher Domínguez Michael (Ciudad de México, 21 de junio de 1962) es un crítico literario mexicano. Es, desde el 4 de septiembre de 2017, el 103° miembro de El Colegio Nacional. El 3 de noviembre de 2017 leyó la lección inaugural ¿Qué es un crítico literario? para ingresar a El Colegio Nacional.

## Biografía
Es miembro de El Colegio Nacional desde el 3 de noviembre de 2017. Perteneció al Sistema Nacional de Creadores de Arte desde 1993 hasta 2017 y en 2006 recibió la Beca Guggenheim. Participó en el consejo de redacción de la revista Vuelta entre 1989 y 1998, fue columnista de la revista Proceso de 1983 a 1990 y del periódico Reforma de 1993 a 2015. Gracias al programa Tinker Visiting Professorship fue profesor visitante en la Universidad de Chicago en 2013 y 2014. Actualmente es miembro del consejo editorial de la revista Letras Libres, en la que también colabora mensualmente, y columnista cultural del periódico El Universal. Fue investigador asociado de El Colegio de México de 2010 a 2017.
En 1997 recibió el Premio anual de crítica literaria y ensayo político «Guillermo Rousset Banda», por su libro Tiros en el concierto. Literatura mexicana del siglo V. Recibió el Premio Xavier Villaurrutia de 2004 por Vida de Fray Servando, biografía histórica. En 2010 recibió el Premio del Círculo de Críticos de Arte de Chile a la mejor obra literaria de 2009 por su libro La sabiduría sin promesa. Vida y letras del siglo XX.

## Polémicas

### Petición de Change.org contra la entrada de Christopher Domínguez Michael a El Colegio Nacional
En octubre del 2017 se creó una petición en la plataforma Change.org para protestar por la inclusión de Christopher Domínguez Michael a El Colegio Nacional, debido a sus "opiniones misoginias en sus escritos y críticas":
"en donde se siente libre de calificar a las mujeres por su desempeño sexual, su perfil psicológico desequilibrado o clasificando a las feministas de buenas o malas según la conveniencia de su discurso." 
La petición enumera citas de artículos y críticas literarias. La petición ha acumulado casi 15,000 firmas de ciudadanos y a decir de Heriberto Yépez, escritor tijuanense, en su artículo: "Respuesta a la "Lección Inaugural" de Christopher Domínguez Michael en El Colegio Nacional": 
"La petición en contra de tu ingreso al Colegio Nacional, a pesar de la censura mediática y autocensura del medio literario, fue impresionante. Por primera vez la membresía del Colegio Nacional fue revelada como una prebenda millonaria que el gobierno concede a una minoría que se auto-elige, que cobra millonariamente por no hacer, realmente, mucho."

## Obra publicada

### Crítica literaria y ensayo
- Ensayos reunidos 1983-2012, El Colegio Nacional, México, 2022, 683 pp.
- Maiakovski punk Y otras figuras del siglo XXI, Taurus, México, 2022, 648 pp.
- Ateos, esnobs y otras ruinas, Ediciones UDP, Santiago, 2020, 394 pp.
- Ensayos reunidos 1984-1998, El Colegio Nacional, México, 2020, 789 pp.
- Retrato, personaje y fantasma, Ai Trani Editores/Dirección General de Publicaciones, México, 2016, 144 pp.
- Para entender a Borges, Nostra Ediciones, México, 2010, 66 pp.
- El XIX en el XXI, Sexto Piso, México, 2010, 323 pp. (Ed. chilena titulada Los decimonónicos, Ediciones UDP, Santiago, 2012, 287 pp.)
- Toda suerte de libros paganos, Ediciones sin nombre/Consejo Nacional para la Cultura y las Artes, México, 2001, 101 pp. (Segunda edición, Coedición CELARG/El otro, el mismo, Caracas, 2003.)
- La sabiduría sin promesa. Vidas y letras del siglo XX, Joaquín Mortiz, México, 2001, 351 pp. Ed. ampliada en 2009, edición chilena, La sabiduría sin promesa. Vidas y letras del siglo XX, Ediciones UDP, Santiago de Chile, 2009, 435 páginas; y también la edición mexicana, La sabiduría sin promesa. Vidas y letras del siglo XX, Lumen, México, 2009, 578 pp.
- Servidumbre y grandeza de la vida literaria, Joaquín Mortiz, México, 1998, 329 pp.
- La utopía de la hospitalidad, Editorial Vuelta, México, 1993, 250 pp.
- Jorge Cuesta y el demonio de la política, Universidad Autónoma Metropolitana, México, 1986, 46 pp.

### Biografía
- Octavio Paz dans son siècle, traducción de Gersende Carmenen, Gallimard, París, 2014, 432 pp.
- Octavio Paz en su siglo, Aguilar, México, 2014, 656 pp. (ampliada en 2019, 984 pp.)
- Vida de fray Servando, Era, México, 2004, 802 pp. (reeditado y ligeramente ampliado en 2022, 881 pp.)

### Historia literaria
- Historia mínima. La literatura mexicana del siglo XIX, El Colegio de México, México, 2019, 319 pp.
- La innovación retrógrada. Literatura mexicana del siglo XIX, El Colegio de México, México, 2016, 653 pp.
- Los decimonónicos, Ediciones UDP, Santiago, 2012, 287 pp.
- Tiros en el concierto. Literatura mexicana del siglo V, Era, México, 1997, 570 pp.
- La literatura mexicana del siglo XX (en colaboración con José Luis Martínez), Consejo Nacional para la Cultura y las Artes, México, 1995, 293 pp.

### Diccionarios
- Critical Dictionary of Mexican Literature (1955-2010), traducción de Lisa M. Dillman, Dalkey Archive Press, Londres, 2012, 672 pp.
- Diccionario crítico de la literatura mexicana, 1955-2005, FCE, México, 2007, 588 pp. La segunda edición ampliada se publicó en la misma casa editorial en 2012.

### Entrevistas
- Profetas del pasado. Quince voces sobre la historiografía de México, Era, México, 2011, 448 pp.

### Antologías y compilaciones
- Los retornos de Ulises. Antología de José Vasconcelos, estudio preliminar y edición de Christopher Domínguez Michael, FCE, México, 2010, 1011 pp.
- José Vasconcelos. Obra selecta, estudio preliminar, selección, notas y bibliografía de Christopher Domínguez Michael, Biblioteca Ayacucho, Caracas, 1992, 355 pp.
- Antología de la narrativa mexicana del siglo XX. Tomo II, FCE, México, 1991, 1392 pp.
- Antología de la narrativa mexicana del siglo XX. Tomo I, FCE, México, 1989, 1410 pp.

### Novela
- William Pescador, Era, México, 1997, 66 pp.